# Deutsche Bank Place
Deutsche Bank Place è un grattacielo di 240 metri di altezza situato a Sydney, in Australia. 

## Descrizione
Si trova all'indirizzo 126 Phillip Street nella parte nord-orientale del distretto finanziario della città australiana. La costruzione iniziò nel 2002 e fu completata nel 2005. L'architetto che ha progettato l'edificio è Norman Foster insieme al suo studio Foster and Partners.
L'edificio ospita degli uffici della Deutsche Bank che è l'inquilino principale, occupando 7 piani e dal quale prende anche il nome. Altre società che ospitano i lori uffici nel grattacielo includono, Allens, Investa Property Group e New Chambers.